# 사카이야 게이스케
사카이야 게이스케(일본어: 堺屋 佳介, 2005년 5월 7일~)는 일본의 축구 선수이다.

## 구단 경력
그는 2024년 J1리그의 사간 도스에 입단했다. 2024년후 J2리그에 강등했다.